# Kay Christensen
Kay Wilhelm Louis Christian von Barnekow Dollerup Christensen (24. juli 1899 på landstedet Taffelbay i Hellerup – 11. november 1981 på Katrinebæk ved Lundby) var en dansk maler og grafiker. Kay fik børnene Kristine Louise von Barnekow Benzon, Mads Andre Kay Christensen, og fotografen Krass Clement.
Han var søn af politifuldmægtig, cand. jur., senere vicepolitidirektør i København Valdemar Christen Dollerup Christensen (1859-1933) og Camilla Louise Henriette Barnekow (1857-1920).
Kay Christensen var hovedsagelig autodidakt; var dog kort tid elev af Marie Sandholt og Astrid Holm og elev på Kunstakademiets grafiske skole 1929-31. Af andre malere der har haft betydning for ham var bl.a. Niels Larsen Stevns, Ernst Zeuthen og Torben Arvig Jensen, foruden de svenske malere Ebba Grubb og Thor Fagerlin. Mange ophold i Frankrig gjorde ham fortrolig med den franske kunst, og han blev påvirket af kubismen og fauvismen, der glimtvis ses i hans billeder. Christensens motivkreds omfatter landskaber og bymiljøer, indendørs- og udendørs billeder med kvinden og barnet som hovedfigurer samt portrætter. I lighed med Chagall lod Christensen i nogle billeder figurerne danse eller svæve i rummet, bl.a. eventyrskikkelsen Miriam, en gennemgående figur, der for Christensen blev et symbol på skønheden og lykken i livet.
Christensen digtede også, og interessen for poesi udvikledes ved mødet med Rainer Maria Rilkes lyrik under et ophold i München; flere billeder er forsynet med vers, malet på selve billedfladen. Christensen blev kendt som illustrator, og produktionen af tegninger og grafik, herunder et stort antal bogillustrationer, løb parallelt med maleriet.
Kay nummererede alle sine værker, der tæller mere end tusind.
Han er begravet på Assistens Kirkegård.

## Hæder
- 1935 – Vekselerer Villiam H. Michaelsens Legat

## Værker
- Den brune tepotte (1920)
- Ulla i haven (1928, Statens Museum for Kunst)
- Balkonen (1936, Randers Kunstmuseum)
- Den evige finhed (1944-45, Randers Kunstmuseum)
- Interiør, Meudon (1938, Vejen Kunstmuseum)
- Miriam (1936-39)
- Miriam og de blå stjerner (1939-41)
- Regnvejret (1940, Storstrøms Kunstmuseum)
- Forår (1940, Vejle Kunstmuseum)
- Moder og barn (1943, Museum Sønderjylland)
- De to søstre (1947, Museum Sønderjylland)
- Charlotte Corday og hendes små søskende (1948, Vestsjællands Kunstmuseum)
- Fra Historien om en moder (1948-51)
- Komposition med kvindehoved og ornamentalt udførte blomster (1949, Statens Museum for Kunst)

### Portrætter
- Portræt. Kunstnerens far (udstillet 1923 og igen 1972 hos Decembristerne, KUNSTEN Museum of Modern Art Aalborg)
- Portræt (1936, Esbjerg Kunstmuseum)
- Rektor Henrik Bang (1952-53, Metropolitanskolen)
- Karen Blixen (1955, Det Nationalhistoriske Museum på Frederiksborg Slot)

### Grafik og tegninger
- En samling tegninger udgivet i bogform: Kay Christensen : tegninger, 1934, med forord af Otto Gelsted
- litografier, 1933, sammen med Sikker Hansen og Arne Ungermann
- 3 litografier, 1936
- repræsenteret med grafik i Kobberstiksamlingen

### Illustrationer
- Til eget digt: Anna Perenna, Klingen, 1942;
- H.C. Andersen: Årets historie, illustreret af Kay Christensen
- Paul Géraldy: Du og jeg, 1943, fransk udgave næste år
- Kay Christensen: Eventyret om evigglæde og de fire vinde, 1948

## Gengivelser af Kay Christensen
- Maleri af Christensen som femårig af Emma Grubb
- Afbildet på maleri af Søren Hjorth Nielsen (1929) og radering af samme samme år
- Litografi af Torben Jensen (1932)
- Maleri og tegning af Otto Christensen
- Fotografier